# (36169) Grosseteste
1999 RG240 (asteroide 36169) é um asteroide da cintura principal. Possui uma excentricidade de 0.08430330 e uma inclinação de 12.31806º.
Este asteroide foi descoberto no dia 11 de setembro de 1999 por LONEOS em Anderson Mesa.